# Stanisław Ignacy Witkiewicz
Stanisław Ignacy Witkiewicz (n. 24 februarie 1885, Varșovia, Imperiul Rus – d. 18 septembrie 1939, Velîki Ozera, Raionul Dubrovîțea, RSS Ucraineană, URSS) a fost un dramaturg, romancier, pictor avangardist, eseist, fotograf și filozof polonez.